# Kostel Nanebevzetí Panny Marie (Netolice)
Kostel Nanebevzetí Panny Marie v Netolicích je kulturní památka České republiky a farní kostel římskokatolické farnosti Netolice.

## Historie
Kostel Nanebevzetí Panny Marie v Netolicích je raně gotický kostel, byl vysvěcen v roce 1284. Začátkem třicetileté války (v roce 1619) byl pobořen. V roce 1625 byl opraven. Poté (v 2. polovině 17. století) byl barokně přestavěn. V roce 1760 byly v kapli svaté Barbory provedeny štukatury a ve štukových rámcích byla namalovány výjevy ze života této světice. V roce 1770 proběhla další oprava kostela. V letech 1845 až 1846 byla zrušena ohradní hřbitovní zeď. Opěráky a schodiště na kruchtu pochází z roku 1893.

## Zařízení kostela
Zařízení kostela pochází ze 3. čtvrtiny 18. století. Oltářní obraz na hlavním oltáři namaloval v roce 1776 František Jakub Prokyš. Kazatelnu a boční oltáře vytvořil sochař Jindřich Weber Kostel má tři zvony – největší (od zvonaře Silvia Kreuze z Lince) pochází z roku 1717, další zvon (od zvonaře Jana Vojtěcha Pernera) pochází z roku 1833, nejmenší zvon (od zvonaře Manouška) pochází z roku 1968.